# Puyjourdes
Puyjourdes is een gemeente in het Franse departement Lot (regio Occitanie) en telt 66 inwoners (2009). De plaats maakt deel uit van het arrondissement Figeac.

## Geografie
De oppervlakte van Puyjourdes bedraagt 7,5 km², de bevolkingsdichtheid is dus 8,8 inwoners per km².
De onderstaande kaart toont de ligging van Puyjourdes met de belangrijkste infrastructuur en aangrenzende gemeenten.

## Demografie
Onderstaande figuur toont het verloop van het inwonertal (bron: INSEE-tellingen).